# Antoine-Blaise Crousillat

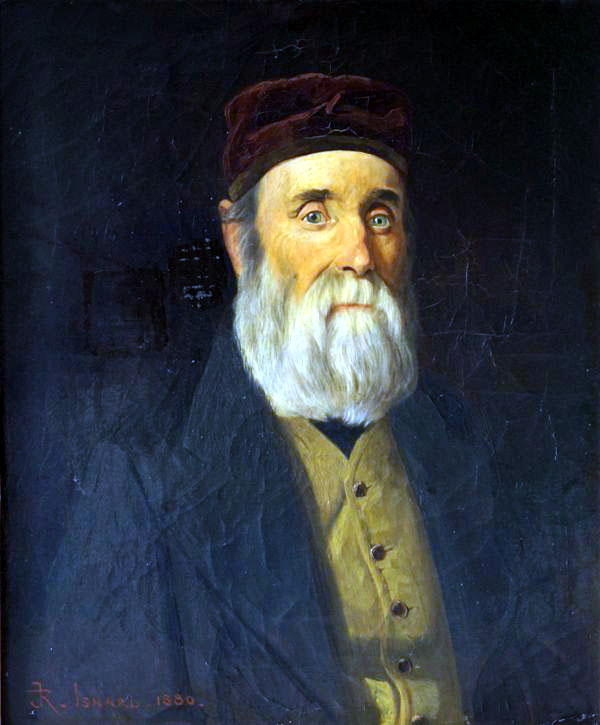
Antoine-Blaise Crousillat 1880 (Gemälde von Jean Roch Isnard)

Antoine-Blaise Crousillat (auch: Crosilhat; * 3. Februar 1814 in Salon-de-Provence ; † 8. November 1899 ebenda) war ein französischer Dichter okzitanischer Sprache.

## Leben und Werk
Antoine-Blaise Crousillat entstammte einer reichen Familie und übte zeitlebens keinen Beruf aus. Er besuchte katholische Schulen und zwei Jahre das Priesterseminar. Dann arbeitete er sich als Autodidakt in die antike Dichtung ein und lernte Italienisch und Englisch. Er lebte ein einfaches Leben als naturnaher Privatgelehrter und Dichter der okzitanischen Sprache.
Ab 1841 nahm er an vielen Dichtertreffen teil und schrieb für provenzalische Zeitschriften (veröffentlichte den ersten Gedichtband jedoch erst 25 Jahre später). Gleichzeitig nahm er von Salon-de-Provence aus Kontakt zu Joseph Roumanille und Frédéric Mistral auf und unterhielt mit ihnen eine knapp 50-jährige Korrespondenz. Als Anti-Royalist und Antiklerikaler wurde er von der Gründung des Félibrige ferngehalten, aber 1876 zum Majoral (Akademiemitglied, Sitz: Cigalo de Seloun) ernannt; ein Titel, den er selbst immer ablehnte.
Er starb 1899 im Alter von 85 Jahren. Eduard von Jan nannte ihn einen „Humanisten alten Stils“. Jean Rouquette sah in ihm den „wahren Initiator der okzitanischen Renaissance“ (véritable initiateur de la Renaissance). In Salon-de-Provence ist ein Platz nach ihm benannt. Dort steht auch das ihm 1914 errichtete Denkmal mit der von Claude Férigoule (1863–1946) gefertigten Büste. In Aix-en-Provence trägt eine Straße seinen Namen.

## Werke (Auswahl)
- La Bresco d'Antoni Blasi Crousillat (1837–1864). J. Roumanille, Avignon 1865. (Vorwort von Frédéric Mistral, bresco = Honigwabe)

- Noëls composés en langue provençale. Avignon 1880.

- L'Eissame. Pouesio diverso. J. Remondet-Aubin, Aix-en-Provence 1893. (eissame = essaim = Bienenschwarm)